# Маково (Липецкая область)
Маково — деревня в Воловском районе Липецкой области России. Входит в состав Ломигорского сельсовета.

## География
Деревня находится в юго-западной части Липецкой области, в лесостепной зоне, в пределах восточных отрогов Среднерусской возвышенности, на левом берегу ручья Волчок (приток реки Кшень), на расстоянии примерно 11 километров (по прямой) к северо-северо-западу (NNW) от села Волово, административного центра района.
Климат умеренно континентальный с теплым летом и умеренно морозной зимой.
Часовой пояс
Деревня Маково, как и вся Липецкая область, находится в часовой зоне МСК (московское время). Смещение применяемого времени относительно UTC составляет +3:00.

## Население
| 2010 | 2012 |
| ---- | ---- |
| 109  | ↘103 |

Гендерный состав
По данным Всероссийской переписи населения 2010 года в гендерной структуре населения мужчины составляли 50,5 %, женщины — соответственно 49,5 %.
Национальный состав
Согласно результатам переписи 2002 года, в национальной структуре населения русские составляли 99 % из 93 человек.

## Улицы
Уличная сеть деревни состоит из одной улицы (ул. Садовая).